# Lenka
Lenka Eden Kripac (Bega, Nueva Gales del Sur; 19 de marzo de 1978), más conocida como Lenka, es una cantante y compositora australiana. Es popular por su canción "The Show (producida por Stuart Brawley), de su autotitulado álbum Lenka. Anteriormente conocida en Australia como actriz, ha aparecido en series de televisión y largometrajes australianos. Su canción "Everything at Once" fue utilizada en un anuncio de Windows 8.

## Biografía
Lenka es hija del músico de jazz Jiri Kripac, quien emigró desde Checoslovaquia a Australia, y de una maestra de escuela australiana llamada Eden. Nació y se crio en el "bush" (zona de bosques en Australia) hasta la edad de siete años, cuando su familia se mudó a Sídney, donde recibió su educación y formación musical

## Actuación
En su  adolescencia, Lenka estudió actuación en el Teatro Australiano para Jóvenes, donde se entrenó con la actriz Cate Blanchett. Lenka protagonizó en la década de 1990 la serie televisiva de drama médico australiana G.P., en el papel de Vesna Kapek. También fue anfitriona del programa Cheez TV y ha participado en otras series de la televisión australiana, incluyendo Home and Away, Wild Side, Head Start y Spellbinder. También apareció en las películas australianas The Dish y Lost Things, así como en producciones teatrales.
Lenka prestó su voz en dos canciones del álbum de 2005 de Paul Mac Panic Room.
Bajo el nombre de Lenka Kripac, fue miembro de la banda australiana de rock electrónico crossover Decoder Ring en dos de sus álbumes. Luego de eso se mudó a California en 2007.

### Carrera como solista
Después de la adopción de su primer nombre como su único apelativo artístico, Lenka lanzó su álbum debut homónimo el 24 de septiembre de 2008, con The Show (producido por Stuart Brawley) elegido para ser el primer sencillo del conjunto. El álbum alcanzó su punto máximo en el número 142 del Billboard 200 en los Estados Unidos.
Lenka usó el arte del papel en stop motion para cada uno de sus sencillos, trabajando con James Gulliver Hancock, una artista visual de Australia. La apariencia infantil de todos sus videos musicales fue hecho a propósito por el dúo. Sus estilos vocales son una yuxtaposición de pop y múltiples capas de otras influencias musicales.
Prestó su voz en dos canciones ("Addicted" y "Sunrise") del álbum Atemlos de la banda alemana Schiller, lanzado en Alemania el 12 de marzo de 2010. 

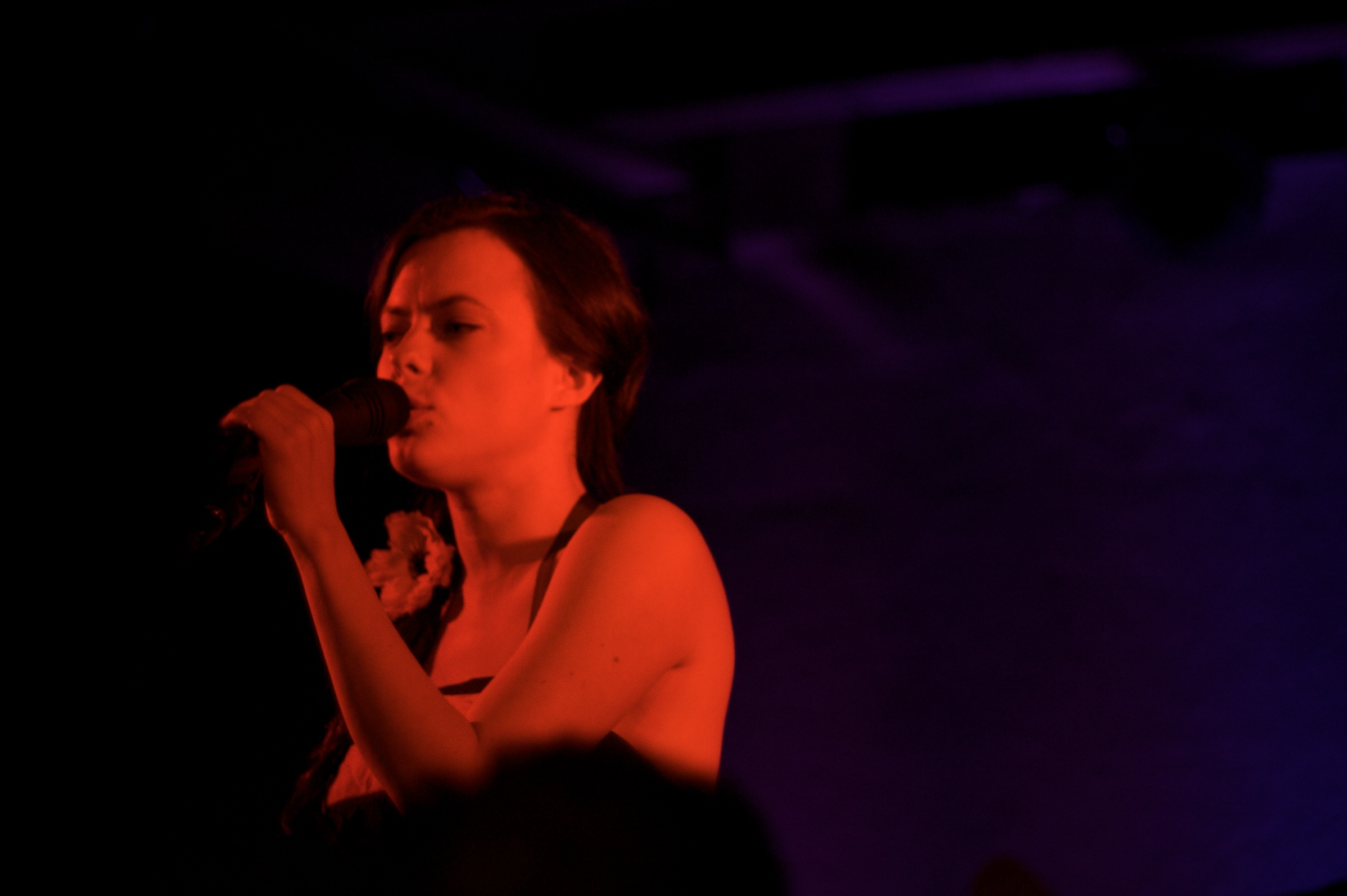
Lenka durante la gira Hotel Cafe Tour en Doug Fir, Portland, Oregón, Estados Unidos (2008).

## Discografía

### Álbumes
- 2008 - Lenka
- 2011 - Two
- 2013 - Shadows
- 2015 - The Bright Side
- 2017 - Attune

### Sencillos
- 2009 - The Show
- 2009 - Trouble is a Friend
- 2010 - We Will Not Grow Old
- 2010 - Punches
- 2011 - Heart Skips a Beat
- 2011 - Two
- 2012 - Everything at Once
- 2013 - Nothing Here But Love
- 2013 - Heart To the Party
- 2013 - After the Winter
- 2014 - Unique
- 2015 - Blue Skies